# Граница между Азией и Африкой
Граница между Азией и Африкой — гипотетическая линия (географическая граница), отделяющая Африку от Азии, в различный период времени.
Сейчас некоторыми граница между Азией и Африкой проводится по Суэцкому каналу, отделяющему Синайский полуостров от материка Африка и соединяющему Средиземное и Красное моря; затем по Суэцкому заливу, Красному морю, Баб-эль-Мандебскому проливу и Аденскому заливу. Протяжённость Суэцкого канала — около 160 километров, а всей границы — 3177 километров.

## Древний мир и Средние века
В Древнем мире граница между Африкой и Азией проводилась по реке Нил, деля тем самым Египет на Восточную и Западную части. Но древнегреческий историк Геродот (484—425 г. до н. э.) был против деления Египта и определил африкано-азиатскую границу по западной границе Египта, отнеся, таким образом, всю страну к Азии. Другой грек-историк, Страбон (64—23 г. до н. э.), разграничил части света посередине Синайского полуострова — граница проходила от озера Бардавиль на севере п-ова до Красного моря на юге. В римской географии краем Африки (Ливии) считалась провинция Мармарика, а Египет находился в Азии.
Часть средневековых учёных стали определять границу по Суэцкому перешейку, однако основная масса ограничивали Азию Нилом, либо западной границей Египта.

## Синайский полуостров и Суэцкий канал
«Африканским» Египет стал лишь в середине XIX века. Африкой тогда называли только известную средневековым арабам область Магриб (Ливия, Алжир, Тунис, Марокко, Западная Сахара, Мавритания). С последующим изучением Африканского континента, Египет был включен в состав Африки.
Суэцкий канал был прорыт и открыт для судоходства в конце 1869 года. Суэцкая граница стала более признаваемой среди географов.
С момента получения независимости (1922 год) Синайский полуостров полностью принадлежал Египту. В 1967 году на полуострове произошла Шестидневная война, в результате которой Синай перешёл под контроль Израиля. Таким образом, территория Египта полностью находилась на Африканском континенте. После победы в Суэцкой битве египтяне двинулись вглубь Синая. За мирным соглашением в 1979 году последовало возвращение полуострова Египту.
Сегодня египетская граница между Азией и Африкой проводится по Суэцкому перешейку или Суэцкому каналу. Соответственно, часть Египта, расположенная на Синайском полуострове, относится к Азии, а остальной Египет — к Африке.
В термин «Ближний Восток», включающий в первую очередь азиатские страны, также входит Египет.

## Йемен
Йемен находится на юге Аравийского полуострова и так же, как и Египет, входит в Ближний восток. У Йемена имеются в Красном море два архипелага — Ханиш и Перим, принадлежащие Азии. Но к югу от Аденского залива, на востоке от полуострова Сомали (Африканский рог) Йемен контролирует архипелаг Сокотра, который расположен к Африке ближе, чем к Азии. Но архипелаг принадлежит йеменской провинции Хадрамаут, находящейся на материке и являющейся, таким образом, трансконтинентальной провинцией.